# Bodianus tanyokidus
Bodianus tanyokidus är en fiskart som beskrevs av Martin F. Gomon och Madden, 1981. Bodianus tanyokidus ingår i släktet Bodianus och familjen läppfiskar. IUCN kategoriserar arten globalt som otillräckligt studerad. Inga underarter finns listade.